# Wydad Athletic Club Casablanca
Wydad Athletic Club Casablanca, també anomenat WAC Casablanca o Wydad Casablanca (àrab: نادي الوداد الرياضي, Nādī al-Widād ar-Riyāḍī), és un club de futbol marroquí de la ciutat de Casablanca. Wydad significa amor en àrab. És l'equip més antic del Marroc i amb més trofeus.

## Història

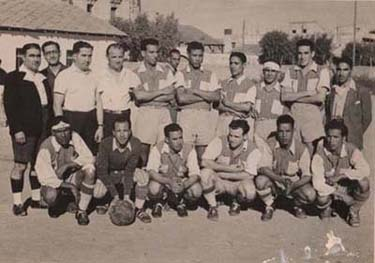
Wydad Casablanca el 1955.

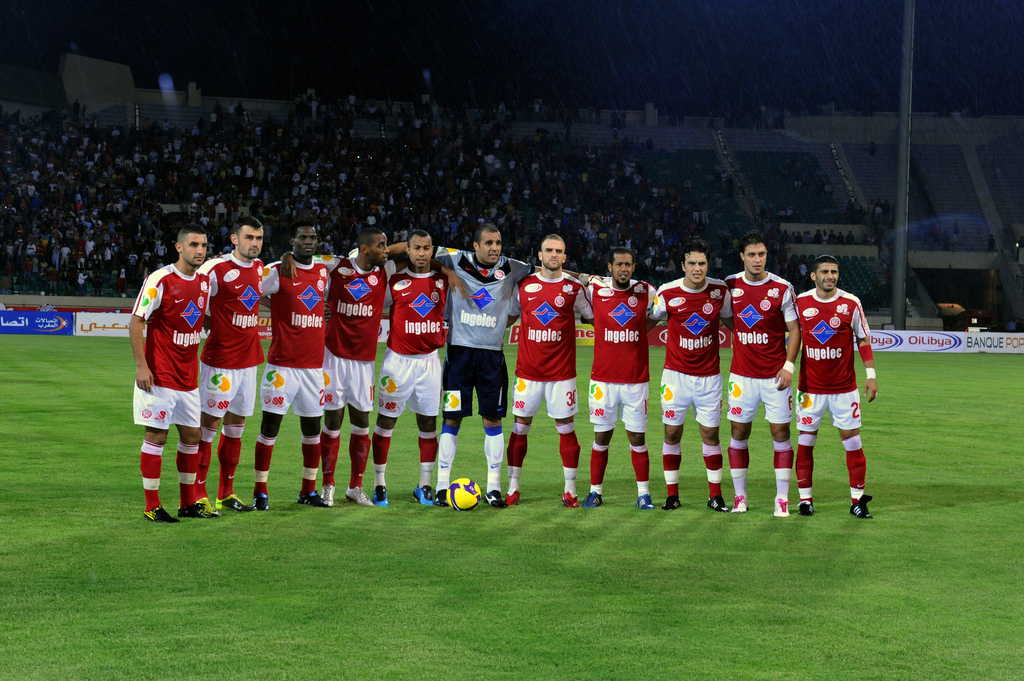
Wydad Casablanca el 2010-11.

La secció de natació fou la primera secció del club, creada el 8 de maig de 1937. El primer president de la societat fou Haj Mohamed Benjelloun. Posteriorment aparegueren altres seccions com la de tennis el 1938 i el futbol el 1939. Actualment compta amb 14 seccions com el basquetbol, handbol, boxa, Lluita, ciclisme, bàdminton, atletisme, waterpolo o hoquei.

## Palmarès
- Lliga marroquina de futbol:[1]
  - 1948, 1949, 1950, 1951, 1955, 1957, 1966, 1969, 1976, 1977, 1978, 1986, 1990, 1991, 1993, 2006, 2010, 2015, 2017, 2019, 2021
- Copa marroquina de futbol:[2]
  - 1970, 1978, 1979, 1981, 1989, 1994, 1997, 1998, 2001
- Lliga de Campions de la CAF:
  - 1992, 2017
- Supercopa africana de futbol:
  - 2018
- Recopa africana de futbol:
  - 2002
- Copa afro-asiàtica de futbol:
  - 1994
- Copa aràbiga de futbol:
  - 1989
- Supercopa aràbiga de futbol:
  - 1990
- Copa Mohamed V:
  - 1979
- Campionat d'Àfrica del Nord de futbol[3]
  - 1948, 1949, 1950
- Copa d'Àfrica del Nord de futbol[4]
  - 1949

## Jugadors destacats
- Aziz Bouderbala
- Badou Zaki
- Moussa N'daw
- Rachid Daoudi
- Noureddine Naybet
- Lahcen Abrami